# 鯨神
『鯨神』（くじらがみ）は、宇能鴻一郎の小説。第46回（1961年下半期）芥川龍之介賞受賞作。明治時代初期の長崎・平戸島を舞台に、クジラに家族を殺された若き漁師による人生をかけた復讐が描かれる。本項目では同作を原作とする映画、漫画についても記述する。
小説は1961年に発表され、翌1962年に単行本化および映画化された。1971年にさいとう・たかをにより漫画化された。

## あらすじ
作家の「わたし」は、取材先の平戸島で旧家の主人から古い絵巻物を見せられ、絵の題材である、「鯨神（くじらがみ）」と通称された巨大なクジラと、鯨神に立ち向かった漁師の伝説について聞かされるうち、以下のような物語の着想を得る。
明治初期、紀州、長州、そして肥前といった捕鯨をなりわいとする地域では、特有の二股の潮を吹く巨大なセミクジラの個体が現れるようになり、モリと網で捕獲しようとする漁師たちの船を体当たりで破壊し、また体に飛びついた者は海中に引きずり込んで溺死させることから、「鯨神」として代々恐れられるようになっていた。何十人もの漁師を奪われた肥前平戸島・和田浦集落では、村人がみな鯨神への復讐心にとりつかれ、モリを打ち込む「刃ザシ」の長=一番親仁（いちばんおやじ）であった祖父、父、兄を相次いで殺された若者・シャキも、母親から鯨神への復讐を言い聞かせられて育ち、クジラ漁師となる。村の鯨名主（くじらみょうしゅ=網元）は、鯨神を倒した者、すなわち捕獲のための「鼻綱」をつけることに成功した者に名主の名跡、田地と屋敷、そして娘・トヨを与えると宣言する。
そんな時、村に紀州から流れてきたクジラ漁師・通称「紀州男」が現れる。鯨名主の身分を狙う紀州はシャキと反目し、彼に喧嘩を売るが、鯨神を倒すことにのみ執念を燃やすシャキは意に介さず、挑発を黙殺する。面白くない紀州は、シャキに恋焦がれる村はずれの貧家の娘・エイを犯す。エイは誰にも明かさずに子を産む。たまたま出産に立ち会ったシャキはエイの身を案じ、赤ん坊を村の教会に連れて行って洗礼を受けさせ、自身が公の父親となる。エイは赤ん坊の父親をシャキに明かそうとするが、彼は取り合わない。
ある年の1月、長州・瀬戸崎浦から鯨神の目撃情報を記した電報が届く。海流から到達時期を予測した鯨名主は、漁師たちに船の準備を命じる。沖へ出た漁師たちはついに鯨神と対峙する。網をかけ、モリを打ち込むが、鯨神が弱る気配はなく、次々と船が破壊される。紀州が船を飛び出して鯨神にしがみつき、急所である脇腹にモリを突き立て、そのまま鯨神とともに潜り、姿が見えなくなる。ふたたび浮上した鯨神が弱っているところを見て取ったシャキが鯨神の鼻瘤に手形包丁を突き立て、鼻綱を通すことに成功するが、体を振り落とされた拍子に、鯨神に刺さったモリの刃で手足をひどく傷つけ、そのまま冬の海に落ちて気を失う（以降、文体がシャキによる一人称に変わる）。
シャキは自宅で意識を取り戻したが、右の手足を切断されたことに気づく。すでに体は寝棺に入れられており、予後が絶望的であることをさとる。かたわらにいた鯨名主が「鯨神がすでに解体され、頭部だけ海岸に放置されている」と教える。シャキは寝棺を鯨神の頭部のそばに運ぶよう懇願する。寝棺はそのまま海岸に放置される。
鯨名主は約束通りに名跡やトヨをシャキに与えるとし、婚礼の日取りまで勝手に決めてしまう。シャキは、未亡人として生きることになるトヨの身をおもんぱかって悲しむ。また、エイがやって来て、赤ん坊の父親が紀州であることを明かす。それを聞いたシャキは、紀州が鼻瘤に飛びつかなかったのは、罪悪感のあまり自分に手柄を立てさせようとしたためではないかと考える。やがて、瀕死のシャキは、物言わぬ鯨神との「対話」を通じ、自身の理不尽な運命と鯨神のそれとを重ねるうち、自身が鯨神と一体化していくのを感じる。

## 小説
1961年7月に文藝春秋新社（当時、のちの文藝春秋）の雑誌『文學界』に掲載。同年度下半期の芥川賞を受賞した。宇能は前年『光の飢え』が芥川賞候補となったが次点に終わり、本作で受賞の栄誉となった。選評では井上靖が「野性的なエネルギーに満ちた」作品と激賞し、他の選考委員も賛意もしくは中立意見だった中、佐藤春夫のみが「古拙な趣きは認められずただ荒っぽいだけ」と反対意見を述べた。
翌1962年に文藝春秋新社より同題の作品集として単行本化された。その後も宇能の作品集に何度も収録されている（後述）。
ハーマン・メルヴィル『白鯨』の明白な影響下を指摘されているが、平戸島特有の捕鯨文化や隠れキリシタンといった独自の素材が加味されている。
舞台となる漁村「和田浦」は架空の地名だが、長崎県平戸市生月島がモデルとされる。

### 書誌
- 鯨神（文藝春秋新社 1962年） - 『西洋祈りの女』『地獄銛』『光りの飢え』『鯨神』
  - 鯨神（中公文庫 1981年） - 同上
- 芥川賞作家シリーズ 宇能鴻一郎 完全な女（学習研究社 1964年） - 『完全な女』『鯨神』『地獄銛』『菜人記』『閻秋』
- 現代長編文学全集 51 宇能鴻一郎（講談社 1969年） - 『伯爵令嬢の妖夢』『猥褻』『完全な女』『鯨神』
- 姫君を喰う話 宇能鴻一郎傑作短編集（新潮文庫 2021年） - 『姫君を喰う話』『鯨神』『花魁小桜の足』『西洋祈りの女』『ズロース挽歌』『リソペディオンの呪い』

## 映画
『鯨神』（くじらがみ）は、1962年（昭和37年）7月15日に公開された日本映画。製作・配給：大映。モノクロ、大映スコープ（横縦比2.35:1）、100分。監督：田中徳三、脚本：新藤兼人、音楽：伊福部昭。
巨大クジラの出現シーンは特撮によって表現されている。原作にある作家が絵を見て回想する、という場面構造は省かれている。また、クジラとの対決場面における主人公らを取り巻く状況が原作と大きく異なる。
制作陣や出演者には、永田雅一、伊福部昭、本郷功次郎、橋本力、藤村志保など、後の大映の他の特撮作品群に携わることになった人物が少なくない。
封切り時の同時上映は『悲恋の若武者』（主演：橋幸夫。橋の同名曲の映画化。）。
なお、本作は巨大生物を描いた特撮作品としては『大怪獣ガメラ』よりも先行しており、本作の特撮技術は「ガメラシリーズ」をはじめとする後発の大映の特撮作品に活かされた部分も大きい。

### 出演者
順はクレジットタイトルに、役名はシナリオ（『映画評論』1962年7月号所収）およびキネマ旬報映画データベースに基づく。
- 紀州：勝新太郎
- シャキ：本郷功次郎
- エイ：藤村志保
- トヨ：江波杏子
- オコマ（居酒屋の女将）：藤原礼子
- ユキ（シャキの妹）：高野通子
- 鯨名主：志村喬（東宝）

- カスケ（ユキの夫）：竹村洋介
- 土佐ザメ（刃ザシ）：上田吉二郎
- 片目（刃ザシ）：北城寿太郎
- シャキの母：村田知栄子
- ヨヘエ：見明凡太朗

- シャキの父：杉田康
- 別当B：谷謙一
- ひげ面（刃ザシ）：橋本力
- シャキの兄：藤山浩二
- 刃ザシ：阿部脩
- 大別当：宮嶋健一
- シャキの祖父：河原侃二
- エイの老母：須藤恒子
- シャキの祖母：橘喜久子
- 神父：ウィリアム・ヒューズ
- 別当A：佐々木正時
- 刃ザシ：大塚弘、森一夫
- オコマの店の女給：一條淳子、藤江津子、加藤雅子
- 隣村の女給：真杉美智子
- 劇団ひまわり

### スタッフ
主要なスタッフのみ記す。監督を除く順序および職掌はクレジットタイトルに基づく。
- 監督：田中徳三
- 製作：永田雅一
- 企画：米田治、竹谷豊一郎
- 原作：宇能鴻一郎（文藝春秋新社版）
- 脚本：新藤兼人
- 撮影：小林節雄
- 照明：渡辺長治
- 録音：西井憲一
- 美術：間野重雄
- 音楽：伊福部昭
- 編集：中静達治
- 助監督：中村倍也
- 造形美術：大橋史典
- 製作主任：川勝昭信

特殊技術
- 監督：小松原力
- 撮影：的場徹、石田博
- 美術：渡辺竹三郎
- 効果：小野秀吉
- 照明：安田繁

### 製作

#### 企画
原作小説の芥川賞受賞後、大映はすぐさま映画化権を獲得した。その際、原作者の宇能は大映から100万円の原作料を提示されたという。

#### 特殊撮影
特殊撮影はクレジット上は小松原力となっているが、実質的には的場徹が取り仕切った。当初は築地米三郎が予定されていたが、突然『秦・始皇帝』の担当に変更された。
当時、大映は京都撮影所に特撮プールを持っていたため、漁のシーンは主に京都で撮影した。
巨大クジラ「鯨神」の造形は大橋史典が行い、全長30メートルにも及ぶ実物大のスケールモデルと、5.5メートルの縮小モデルを800万円の巨費を投じて作成した。当初は実物大モデルを空気圧で可動させるハイドロマスターを使って、潜水シーンなどで動かそうとしたが、重さが3トンになり、可動は無理であった。そこで高山良策が縮小モデルを作り、クジラが動くシーンはこれをクレーンで吊って操作し撮影した。実物大モデルは各部を切断され、俳優との絡みなどのアップのシーンに使われている。
「鯨神」登場の前兆となる遠景の海鳥の群舞はうしおそうじによるアニメーションで表現された（クレジットなし）。この手法は、うしおが『青い山脈』などでも用いていたもので、大映における特殊撮影の代名詞である。

#### 宣伝
本郷功次郎と勝新太郎が鯨神の背に乗っているスチールは、アニメーション合成を担当したうしおそうじによる切り貼りである。

### 映像ソフト化
- 1984年に大映ビデオよりVHSが発売された。
- 2006年にDVD化され、2014年に廉価版DVDが発売された。
  - デアゴスティーニ・ジャパンのDVD付き雑誌『隔週刊 大映特撮映画DVDコレクション』での発売が予定されていたが、2016年のシリーズ延長時にラインナップから外された[16]。

## 漫画
作画：さいとう・たかを。『週刊ぼくらマガジン』1971年1月8日号から1月19日・26日合併号まで全3話で連載された。2008年、『さいとう・たかを時代劇セレクション』の一作として単行本化された（リイド社 ISBN 9784845837045）。